# カフェトゥーバ

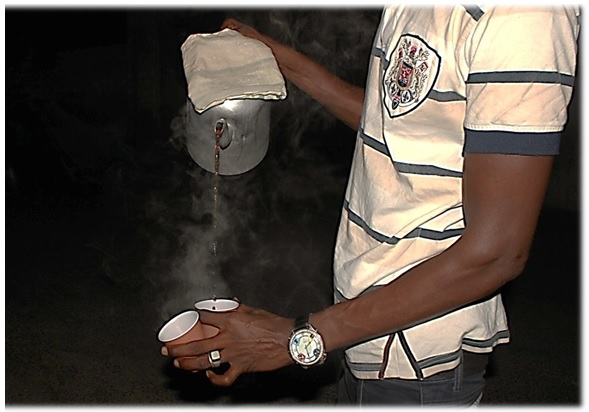
カフェトゥーバを注ぐ

カフェトゥーバ（フランス語: Café Touba）は、セネガルで日常的に飲まれているコーヒー飲料。トゥーバ（Ṭūbā）はアラビア語で「至福」の意味。 
カフェトゥーバはギニアペッパーグローブ（ウォロフ語でdjar）や、時にはグローブなどの香辛料をブレンドしたコーヒーである。ギニアペッパーをブレンドすることで別の飲み物に生まれ変わる。コートジボワールやガボンからセネガルに輸入されたギニアペッパーに や他の香辛料を挽いたコーヒー豆とブレンドし焙煎する。ドリップコーヒーのようにコーヒーフィルターを使用する。
カフェトゥーバの名はセネガルの聖都トゥーバに因んでいる。ガボンからの国外追放から復帰した1902年にシャイフアマドゥ・バンバが創設したイスラム同胞団Mouride 同胞団で伝統的に飲用されている。式典や記念行事、Magal of Toubaで供されている。
近年、カフェトゥーバは飲料としてセネガル国内外、宗派を問わず広まりつつある。世界銀行は2009年の世界的不況の結果、セネガルの貧困地域では輸入コーヒーに打ち勝ち、市民権を得たようであると報告している。その中で、セネガルのレストランオーナーは、「我々は朝食にトゥーバコーヒーを出したくはないのだが、不況のため子供でさえ、たくさん飲んでいるのだ」と述べている。小規模ではあるがセネガル国外への輸出も行われている。ギニアビサウでは、数年前まで全く知られていなかったが、今では最も人気のある飲み物となっている。カフェトゥーバはインスタントコーヒーとしての消費量が増加傾向にある。最も有名なメーカーはネスカフェである。対して西アフリカ全体での消費量は減少している。ネスカフェのインスタントコーヒーはカフェトゥーバとの競合対策として発売された「ネスカフェ ジンジャー&スパイス」という商品である。

## 脚註
1. 1 2  BBC Afrique (2012年8月15日). “Café Touba, du bonheur plein la tasse” (フランス語) (Reprint). seneweb.com 2013年1月1日閲覧。
2. ↑  Sophie Bava et Cheikh Guèye, "Le grand magal de Touba. Exil prophétique, migration et pèlerinage au sein du mouridisme," (in French) Social Compass, 2001.
3. ↑  Amar Samb, "Touba et son "magal"" ; Bulletin de l'IFAN, (in French) vol. XXXI, series B, no. 3, juillet 1969, p. 733-753.
4. ↑  Ross, Eric (2011). Globalising Touba Expatriate Disciples in the World City Network. Urban Studies. 48(14): 2929−2952.
5. ↑  Heltberg, Rasmus; Hossain, Naomi; Reva, Anna, eds (2012). Living Through Crises: How the Food, Fuel, and Financial Shocks Affect the Poor. New Frontiers of Social Policy. Washington, DC: 世界銀行. p. 223. doi:10.1596/978-0-8213-8940-9. ISBN 978-0-8213-8940-9. OCLC 769421434 2013年1月4日閲覧。
6. ↑  Firdaws Café Touba. “Café Touba en ligne” (フランス語). 2012年9月5日閲覧。
7. ↑  Allen Yero Emballo. Guinée-Bissau : le café touba, une boisson appréciée [Guinea-Bissau: Café Touba, an appreciated drink] (radio) (フランス語). Guinea-Bissau: ラジオ・フランス・アンテルナショナル. 2013年1月4日閲覧。
8. ↑  Hocquet, Anne (28 June 2011). FMCG multinationals in Africa: An illustration of the BoP debate (PDF) (Thesis). Supervised by Christine Rodwell. HEC Paris. p. 15. 2013年1月4日閲覧。

Cheikh Guèye, « Entre frontières économiques et frontières religieuses : le café Touba recompose le territoire mouride », in Jean-Luc Piermay et Cheikh Sarr (dir.), La ville sénégalaise. Une invention aux frontières du monde (in French), Karthala, 2007, p. 137-151.  ISBN 978-2-84586-884-7.